# Ojos del Salado
Nevado Ojos del Salado là một ngọn núi lửa dạng tầng lớn trong dãy Andes, nằm trên biên giới Argentina - Chile và là núi lửa cao nhất thế giới còn hoạt động với độ cao 6.893 mét (22.615 ft) so với mực nước biển. Nó cũng là ngọn núi cao thứ hai ở Tây và Nam bán cầu, cao nhất ở Chile. Nó nằm cách khoảng 600 km (370 dặm) về phía bắc so với Aconcagua, ngọn núi cao nhất ở Tây bán cầu với độ cao 6.962 m (22.841 ft).
Do vị trí của nó gần sa mạc Atacama, ngọn núi có điều kiện rất khô với tuyết thường xuất hiện trên đỉnh núi trong mùa đông, mặc dù trận bão lớn có thể kéo tuyết tại đây và các khu vực xung quanh đi một vài feet ngay cả trong mùa hè. Mặc dù điều kiện khí hậu ở đây khắc nghiệt và khô cằn, nhưng trên đỉnh núi có một hồ miệng núi lửa có đường kính khoảng 100 mét (300 ft), ở độ cao 6.390 m (20,960 ft) và nằm về phía đông của Ojos del Salado. Đây chính là hồ nước cao nhất trên thế giới.
Lên được đỉnh Ojos del Salado chủ yếu là đi bộ được trừ đoạn cuối cùng của cuộc hành trình cần phải có dây thừng để tới được đích. Cuộc hành trình đầu tiên lên đỉnh núi đã được thực hiện vào năm 1937 bởi Alfred Jan Szczepański và Justyn Wojsznis, là các thành viên của một đoàn thám hiểm dãy núi Andes người Ba Lan.
Tên của nó xuất phát từ việc có lượng lớn muối trong các đầm phá và đỉnh núi, thậm chí xuất hiện ngay trong các sông băng tại đây.

## Hoạt động núi lửa
Không có nghi ngờ rằng khi Ojos del Salado là một ngọn núi lửa vẫn đang hoạt động gần đây, nhưng câu hỏi là liệu nó cần được xem xét và lịch sử hoạt động của nó vẫn đang là điều tranh cãi. Theo Chương trình núi lửa toàn cầu của Viện Smithsonian, ngọn núi lửa này phun trào lần gần đây nhất là vào khoảng 1300 năm trước. Tuy nhiên, cũng có một số bằng chứng cho thấy một đợt phát thải tro bụi nhỏ vào năm 1993. Sự hiện diện của các lỗ phun khí cao trên ngọn núi và những dòng dung nham gần đây, mặc dù không cho biết chắc về tuổi của ngọn núi này, song điều này có thể chứng minh rằng đây vẫn là ngọn núi lửa đang hoạt động. Bởi vây, Ojos del Salado là ngọn núi lửa vẫn đang hoạt động cao nhất thế giới. Nếu ngày tuổi được chấp nhận, danh hiệu "ngọn núi lửa hoạt động cao nhất trong lịch sử" thay vì ngọn núi lửa Llullaillaco thấp hơn một chút, đã chắc chắn từng phun trào trong quá khứ (gần đây nhất là vào năm 1877). Định nghĩa về sự "hoạt động" của núi lửa này đến nay vẫn còn gây tranh cãi và có phần độc đoán, chủ yếu quan tâm và xét ở khía cạnh thông thường.

### Địa chất
Đá ở núi lửa Salado chủ yếu là đá dacit giàu kali và rhyodacite. Dung nham của nó có hàm lượng cao Biotit (mica đen), Hornblend, Plagioclase và Opaque, và mức độ thấp hơn của Augit, thạch anh, hypersthene.

## Độ cao
Độ cao của Ojos del Salado đã là chủ đề của các cuộc tranh luận. Trái ngược với tuyên bố rộng rãi được thực hiện bởi chính quyền Argentina năm 1994, trong một số bản đồ, ấn phẩm và các trang web cho biết Ojos del Salado cao hơn khoảng 100 m (330 ft) so với đỉnh núi Monte Pissis (6,793 m).
Một bài báo trong tạp chí Andes vào năm 2006 cung cấp thông tin cho rằng Ojos del Salado có thể cao hơn cả nóc nhà Nam Mỹ là đỉnh Aconcagua, Argentina. Mặc dù lập luận trên được cáo buộc là từ các cuộc điều tra ở độ cao ít chuẩn xác. Kết quả của những cuộc điều tra đó cho rằng Ojos del Salado có độ cao 7.057 mét (23.150 ft), khiến cho nó cao hơn gần 100 m (330 ft) so với Aconcagua. Ngay từ năm 1955, ước tính được thực hiện cho rằng độ cao của Ojos del Salado là 7.100 m (23.000 ft), nhưng đó "chỉ đơn giản là một ước tính dựa trên độ cao của trạm cuối cùng và thời gian từ đó đi lên đến đỉnh."  Năm 1956, đoàn thám hiểm người Chile đầu tiên do trung úy nghỉ hưu René Gajardo đã đo chiều cao của Ojos del Salado là 7.084 m với bằng một chiếc túi áp lực đo độ cao. Ngoài việc bị coi như là một phương pháp đo không chính xác, chiều cao thể đo được từ máy đo độ cao là quá lớn giống như áp suất khí quyển thấp hơn vào buổi chiều, thời gian mà đoàn thám hiểm lên đến đỉnh núi.
Trong năm 2007, một đoàn thám hiểm Chile - châu Âu do tạp chí Andes và Azimut 360 tổ chức thực hiện một cuộc khảo sát trên cả hai đỉnh Ojos del Salado và Monte Pissis sử dụng công cụ chính xác hơn. Ngọn núi lần lượt được đo có chiều cao 6,891 m trước đây và 6,793 m sau này. Đây là thiết bị cầm tay trong hệ thống định vị toàn cầu (GPS), đã ước tính đỉnh núi có độ cao giữa 6880 – 6910 m (22,570-22,670 ft),.

## Khám phá

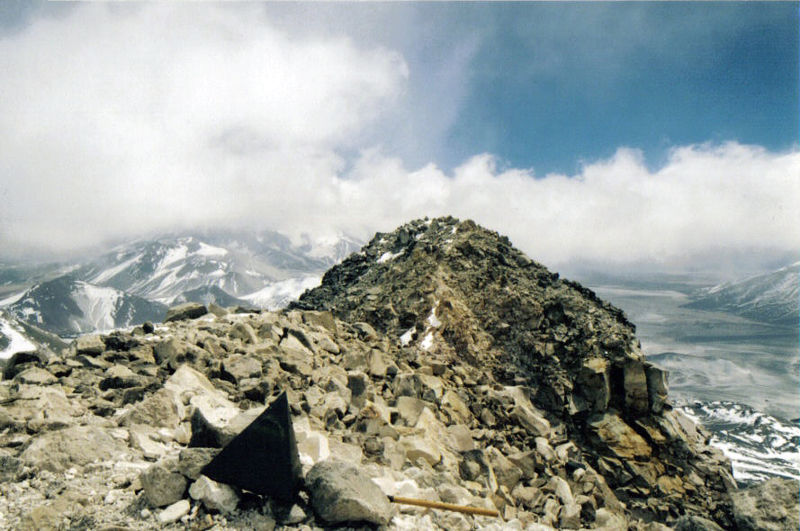
Đỉnh núi nhìn từ Argentina.

Ojos del Salado đã được coi là một ngọn núi nổi tiếng có thể lên được ở độ cao cao nhất trên một chiếc xe leo núi. Ba lần đã được thiết lập kỷ lục ở đây thông qua những chuyến đi của những người Đức với một số phương tiện chuyên dụng, thiết lập một dấu mốc đạt được là 6,646 m (21.804 ft) vào tháng 3 năm 2007. Vào ngày 21 tháng 4 năm 2007, Gonzalo Bravo G. và Eduardo Canales Moya là hai người Chile đánh bại kỷ lục khi đạt 6,688 m (21.942 ft). Kỷ lục độ cao cao này đã được chứng nhận bởi sách kỷ lục Guinness vào tháng 7 năm 2007. Một kỷ lục độ cao đi bằng xe máy đã được thiết lập tại Ojos del Salado bởi Barton Churchill (Mỹ), Walter Colebatch (Anh / AUS) và Lukas Matzinger (AUT), người đạt 6,361 m (20.869 ft) vào ngày 18 tháng 3 năm 2012.